# Pidonia debilis
Pidonia debilis là một loài bọ cánh cứng trong họ Cerambycidae.